# 대한민국 헌법 제21조
대한민국 헌법 제21조는 언론·출판·집회·결사의 자유를 보장하는 대한민국 헌법의 조항이다. 4항으로 구성되어 있다.

## 본문
① 모든 국민은 언론·출판의 자유와 집회·결사의 자유를 가진다.

② 언론·출판에 대한 허가나 검열과 집회·결사에 대한 허가는 인정되지 아니한다.

③ 통신·방송의 시설기준과 신문의 기능을 보장하기 위하여 필요한 사항은 법률로 정한다.

④ 언론·출판은 타인의 명예나 권리 또는 공중도덕이나 사회윤리를 침해하여서는 아니된다. 언론·출판이 타인의 명예나 권리를 침해한 때에는 피해자는 이에 대한 피해의 배상을 청구할 수 있다.

## 내용
- 언론·출판·집회·결사의 자유
- 언론·출판에 대한 허가·검열 금지
- 집회·결사에 대한 허가 금지
- 언론·출판의 자유에 대한 헌법적 제한

## 헌법재판소 판례
- 노동조합설립신고제 사건
- 농협중앙회장 선출행위는 결사 내 업무집행 및 의사결정기관의 구성에 관한 자율적인 활동이라 할 수 있고, 중앙회장선거 후보자의 선거운동에 관한 사항은 결사의 자유의 보호범위에 속한다.[1]
- 헌법재판소는 근로자가 노동조합을 결성하지 아니할 자유의 근거를 결사의 자유 또는 일반적 행동의 자유에서 찾고 있다.[2]
- 헌법 제21조 제1항이 보장하고 있는 결사의 자유에 의하여 보호되는 ‘결사’ 개념에는 법이 특별한 공공목적에 의하여 구성원의 자격을 정하고 있는 특수단체의 조직활동까지 그에 해당하는 것으로 볼 수 없다.[3]
- “약사 또는 한약사가 아니면 약국을 개설할 수 없다.”고 규정한 약사법 제16조 제1항은 자연인 약사만이 약국을 개설할 수 있도록 함으로써, 약사가 아닌 자연인 및 일반법인은 물론, 약사들로만 구성된 법인의 약국 설립 및 운영도 금지하고 있는바, 국민의 보건을 위해서는 약국에서 실제로 약을 취급하고 판매하는 사람은 반드시 약사이어야 한다는 제한을 둘 필요가 있을 뿐, 약국의 개설 및 운영 자체를 자연인 약사에게만 허용할 합리적 이유는 없다. 입법자가 약국의 개설 및 운영을 일반인에게 개방할 경우에 예상되는 장단점을 고려한 정책적 판단의 결과 약사가 아닌 일반인 및 일반법인에게 약국개설을 허용하지 않는 것으로 결정하는 것은 그 입법형성의 재량권 내의 것으로서 헌법에 위반된다고 볼 수 없지만, 법인의 설립은 그 자체가 간접적인 직업선택의 한 방법으로서 직업수행의 자유의 본질적 부분의 하나이므로, 정당한 이유 없이 본래 약국개설권이 있는 약사들만으로 구성된 법인에게도 약국개설을 금지하는 것은 입법목적을 달성하기 위하여 필요하고 적정한 방법이 아니고, 입법형성권의 범위를 넘어 과도한 제한을 가하는 것으로서, 법인을 구성하여 약국을 개설·운영하려고 하는 약사들 및 이들로 구성된 법인의 직업선택(직업수행)의 자유의 본질적 내용을 침해하는 것이고, 동시에 약사들이 약국경영을 위한 법인을 설립하고 운영하는 것에 관한 결사의 자유를 침해하는 것이다.[4]

## 참고문헌
- 이승선. (2022). 헌법 제21조 제4항은 살았는가, 죽었는가?. 세계헌법연구, 28(1), 117-153.
- 홍강훈. (2020). 「기본권 제한 입법의 이원적 통제이론」에 따른 헌법 제21조 언론·출판의 자유에 대한 허가 및 검열금지의 법적 의미. 공법연구, 48(4), 85-120.
- 고시면. (2013, 4). (현대 퓨전적 시각에서) 일제 강점기 ‘아리랑’(1926년, 무성영화) 등에 대한 ‘사전검열의 위헌성’에 관한 연구. 사법행정, 54(4), 10-20.
- 박선영. (2008). 헌법 제21조 제3항 ‘신문기능보장 법정주의’의 의미와 한계 - 신문법 개정논의를 중심으로 -. 공법연구, 36(3), 59-86.
- 이명웅. (2007). 헌법 제21조 제3항의 ‘신문의 기능’의 의미. 언론과법, 6(1), 221-255.
- 高旼秀. (2004). 憲法 제21조가 放送에 대해 갖는 意味는 무엇인가?. 헌법판례연구, 6, 113-142.
- 강경근. (2000, 11). 헌법선거운동의 헌법상 의의 / 헌법 제21조 제3항 '신문의 기능'의 규범적 의미. 고시계, 45(12), 134-138.
- 김태영. (1992, 4). 연재강좌/理論과 客觀式問題演習/헌법 -憲法條文別 分析解說- (8) 憲法 제21~23조. 고시월보, 16(4), 178-186.

## 같이 보기
- 모욕
- 외설
- 명예훼손
- 액세스권
- 형법
- 국가보안법
- 군사기밀보호법
- 국가정보원법
- 방송통신위원회
- 방송통신심의위원회
- 방송법
- 정기간행물등록등에관한법률
- 경범죄처벌법
- 집회및시위에관한법률
- 언론중재및피해구제등에관한법률
- 옥외광고물등관리법
- 공공기관의정보공개에관한법률
- 영화및비디오물의진흥에관한법률
- 통신비밀보호법
- 언론중재위원회